# Varaždinske Toplice
Varaždinske Toplice jsou lázeňské město v Chorvatsku, ve Varaždinské župě. V roce 2011 žilo ve městě samotném 1 765 obyvatel, v celé opčině pak 6 364 obyvatel. Administrativně k němu náleží okolních 22 vesnic.

## Části
- Boričevec Toplički
- Črnile
- Čurilovec
- Donja Poljana
- Drenovec
- Gornja Poljana
- Grešćevina
- Hrastovec Toplički
- Jalševec Svibovečki
- Jarki Horvatićevi
- Leskovec Toplički
- Lovrentovec
- Lukačevec Toplički
- Martinkovec
- Petkovec Toplički
- Pišćanovec
- Retkovec Svibovečki
- Rukljevina
- Svibovec
- Škarnik
- Tuhovec
- Vrtlinovec